# جزیره زنان سوئدی

آگهی تبلیغاتی فیلم ایتالیایی جزیره زنان سوئدی که در ایران با نام «جزیرۀ متروک» ترجمه و اکران شد.

جزیرهٔ زنان سوئدی (ایتالیایی: L'isola delle svedesi) یک فیلم کمدی سکسی سبک ایتالیایی به کارگردانی سیلویا آمادیو است که در سال ۱۹۶۹ شد. وقایع این فیلم در یک جزیرهٔ متروک خیالی به نام «جزیرهٔ زنان سوئدی» در دریای مدیترانه رخ می‌دهد و ربطی به سوئد ندارد. این فیلم پیش از انقلاب در سینماهای ایران با نام جزیرهٔ متروک اکران شد.

## گزیدهٔ بازیگران
- کاترین دیامان
- اوا گرین
- نینو سگورینی
- ولفگانگ هیلینگر